# Don't Ask Me Why
Don't Ask Me Why è un singolo del gruppo musicale britannico Eurythmics del 1989, estratto dal loro album di inediti We Too Are One dello stesso anno.

## Descrizione
Fu scritto da entrambi i membri del duo, Annie Lennox e David A. Stewart, e prodotto da Stewart insieme a Jimmy Iovine.
Fu pubblicato come secondo singolo dell'album nel Regno Unito, mentre negli Stati Uniti uscì come primo singolo.
Si tratta di un pezzo pop con un testo malinconico e amaro che descrive la fine di un rapporto d'amore. In esso Lennox dice al partner: "Non mi chiedere perché / non ti amo più / Non credo di averti mai amato".
Don't Ask Me Why raggiunse la posizione numero venticinque nella classifica dei singoli nel Regno Unito e diventò l'ultimo brano degli Eurythmics ad entrare nella classifica generale di Billboard, piazzandosi alla posizione numero quaranta e alla numero dodici nella classifica rock moderno degli Stati Uniti.

## Video musicale
Il video della canzone, diretto da Sophie Muller, presenta una performance degli Eurythmics con i vari membri di una band di supporto. Girato in colori luminosi e saturi, la clip fu paragonata a scene in una discoteca presenti nella pellicola Velluto blu di David Lynch.

## Classifiche
| Classifica (1989)           | Posizione più alta |
| --------------------------- | ------------------ |
| Regno Unito                 | 23                 |
| Canada Adult Contemporary   | 1                  |
| Canada                      | 21                 |
| Paesi Bassi                 | 45                 |
| Germania                    | 56                 |
| Svizzera                    | 30                 |
| Italia                      | 16                 |
| Belgio                      | 24                 |
| Irlanda                     | 17                 |
| Francia                     | 45                 |
| Polonia                     | 39                 |
| Giappone                    | 16                 |
| Billboard Hot 100           | 40                 |
| Billboard Alternative Songs | 12                 |